# CSA Czech Airlines
CSA Czech Airlines (em checo: České aerolinie (ou Czech Airlines) é a companhia aérea nacional da República Checa, com base em Praga. É membro da SkyTeam Alliance.

## Frota
Em 2024,a frota era composta pela seguinte aeronave:
- 2 Airbus A320-200